# Сан-Хосе-Агуа-Асуль
Сан-Хосе-Агуа-Асуль (исп. San José Agua Azul) — город в Мексике, входит в муниципалитет Апасео-эль-Гранде штата Гуанахуато. Численность населения, по данным переписи 2010 года, составила 5139 человек.

## Общие сведения
Центр города расположен на средней высоте в 1810 метров над уровнем моря.
Имеет автомобильное сообщение трассой Celaya-Querétaro и расположен на 33,5 км Панамериканского шоссе.

## История
Происхождение города не совсем установлено, но по некоторым подтверждённым данным об истории его появления, основание датируется XVI веком, после испанских завоеваний. Ранее населённый пункт назывался San José de Urrutia, возможно по имени первого поселенца или землевладельца с таким именем. В источниках также говорится, что первые поселенцы обосновались здесь рядом с источниками и от одного из них отвели канал, протянувшийся до места под названием Лос-Акрос (исп. Los Acros). Вода была окрашены в светло-синий цвет и люди, посещавшие это место, произносили «vamos a SAN JOSE EL DE AGUA AZUL…», от чего и пошло нынешнее наименование.